# Paul Neergaard
Pierre Paul Ferdinand Mourier de Neergaard (født 19. februar 1907, Nyborg, død 13. november 1987, København) var en dansk agronom og esperantist.
Paul Neergaard var søn af oberstløjtnant og landinspektør Aage de N. (1862-1937) og Karen Andrea Schiønning (1873-1960). Han var bror til forfatteren Ebbe Neergaard.
Neergaard betragtes som stamfaderen til frøpatologi, idet han sammen med Mary Noble udtænkte begrebet i 1940'erne.

## Karriere
Neergaard fik en mellemskoleeksamen fra Herlufsholm i 1924 og herefter en realeksamen fra Østersøgades Gymnasium i København i 1925. Han fik efterfølgende en gartneruddannelse på Det kgl. danske Haveselskabs have på Frederiksberg 1925-28.
Efter endt uddannelse blev han ansat på Royers planteskole og handelsgartner Versailles 1929. Tilbage i København tog han en eksamen i hortonomi i 1932, og han blev lic.agro. i 1935 og efterfølgende Dr.agro. 1945.
I perioden 1936-51 var han ansat som forsøgsleder hos J. E. Ohlsens Enke 1936-51. Han var også konsulent for Ferrosan fra 1943-52. I 1956 blev han formand for Plantesygdomskomiteen hos International Seed Testing Association (ISTA), hvor han bl.a. hjalp med et etablerede standardiserede metoder til at detektere frøbårne snyltesvampe. Han var formand indtil 1974.
Neergaard tjente var leder for Frøpatologisk institut for udviklingslandene fra 1966-1982.
Neergaard skrev et 2-binds værk kaldet Seed Pathology (1977), som omhandlede en bred række plantepatologiske problemer, som bl.a. den økonomiske betydning af frøbårne sygdomme. Det har siden tjent som referenceværk og lærebog inden for frøpatologi over store dele af verden.
Neergard var professor på universiteter i Beirut (Lebanon) og Mysore.
Neergard var en aktiv fortaler for det internationale kunstsprog esperanto. Han var medlem af Esperanto Akademiet, og han udgav flere bøger på esperanto, om naturvidenskab og lingvistik.

### På Esperanto
- Atakoj kontraŭ ĝardenplantoj
- La vivo de la plantoj (Planternes liv)
- Terminaro Hortikultura (På seks sprog)
- Eta Krestomatio
- Tra Densa Mallumo
- Fremdvortoj en Esperanto
- Scienco kaj Pseŭdoscienco pri Heredo kaj Raso
- La Esperantologio kaj ties Disciplinoj. Taskoj kaj Rezultoj